# Longchi, Chongqing
Longchi (kinesiska: 龙池) är en köping i sydvästra Kina. Den ligger i häradet Xiushan i storstadsområdet Chongqing, omkring 260 kilometer sydost om det centrala stadsdistriktet Yuzhong. 
Köpingen fick sin nuvarande utbredning i april 2011 när socknen Ganchuan införlivades i Longchi.